# Rąbaniska (Tatry)

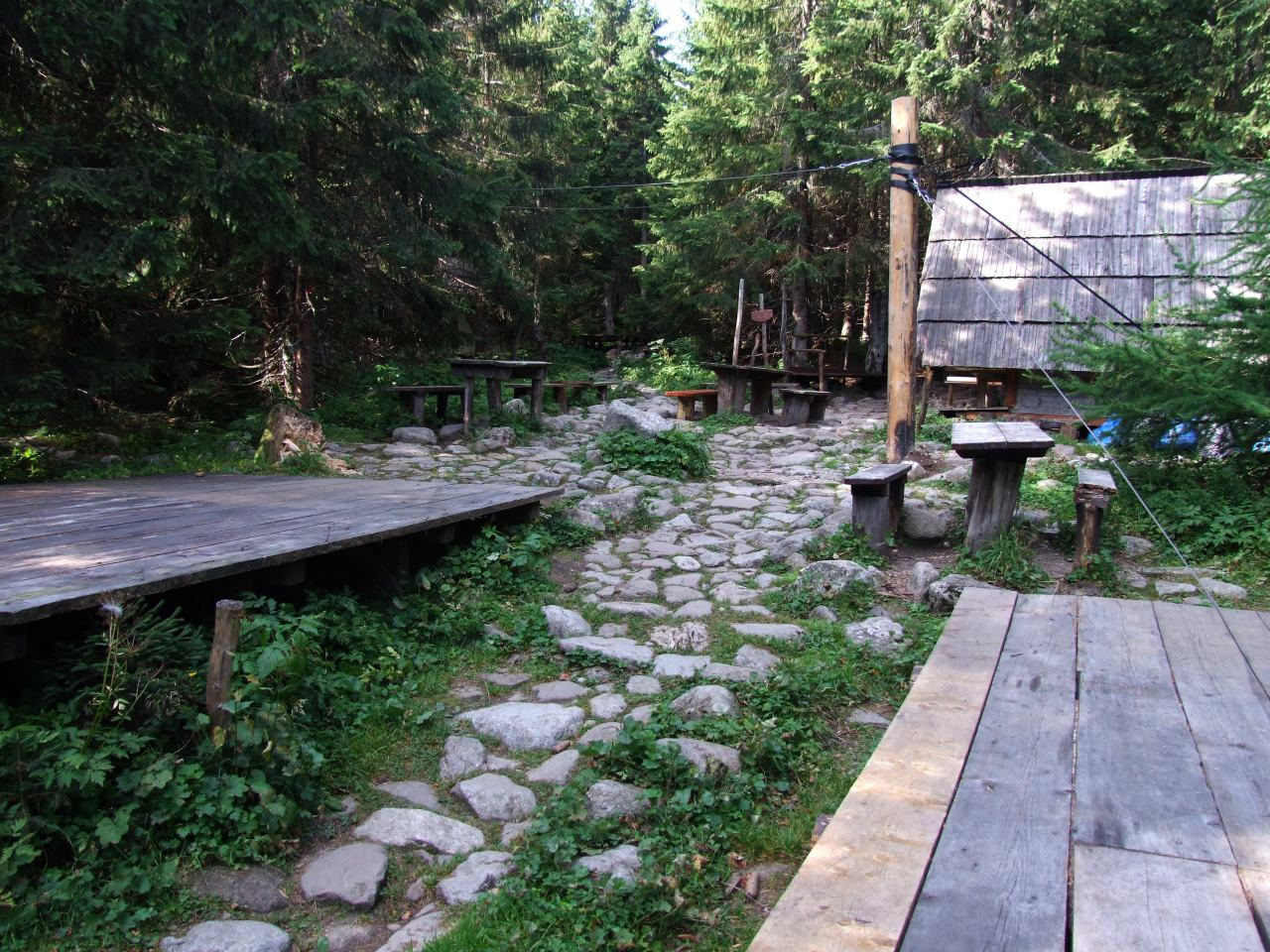
Baza namiotowa przed sezonem

Rąbaniska – dawna baza namiotowa PZA w polskich Tatrach. Znajdowała się przy drodze dojazdowej z Brzezin do schroniska PTTK „Murowaniec” w Dolinie Gąsienicowej, mniej więcej w połowie odległości od skrzyżowania szlaków na Psiej Trawce do tego schroniska. Położona była po orograficznie lewej stronie koryta Suchej Wody, a więc w Tatrach Zachodnich. Czynna była w sezonie letnim (lipiec-wrzesień). W miarę wolnych miejsc na noclegi przyjmowano również turystów. Baza położona była na bardzo kamienistym terenie, namioty rozbijano na podniesionych drewnianych pomostach. Była kuchnia polowa, zadaszona wiata i ogrodzenie elektryczne strzegące przed dzikimi zwierzętami.
Baza namiotowa od dawna była solą w oku Tatrzańskiego Parku Narodowego. Decyzją parku zlikwidowana została 20 sierpnia 2009. Motywowano to koniecznością ochrony przyrody.

## Szlaki turystyczne
– czarny szlak z Brzezin przez Psią Trawkę do schroniska „Murowaniec”. Czas przejścia: 2:15 h, ↓ 1:45 h.